# Lingbei, Suixi
Lingbei är en köping i sydöstra Kina. Den ligger i Suixi härad i staden Zhanjiang i provinsen Guangdong, omkring 380 kilometer sydväst om provinshuvudstaden Guangzhou. Antalet invånare är 24 482. Befolkningen består av 11 615 kvinnor och 12 867 män. Barn under 15 år utgör 23,0 %, vuxna 15-64 år 67 %, och äldre över 65 år 9,0 %.